# Schienenersatzverkehr

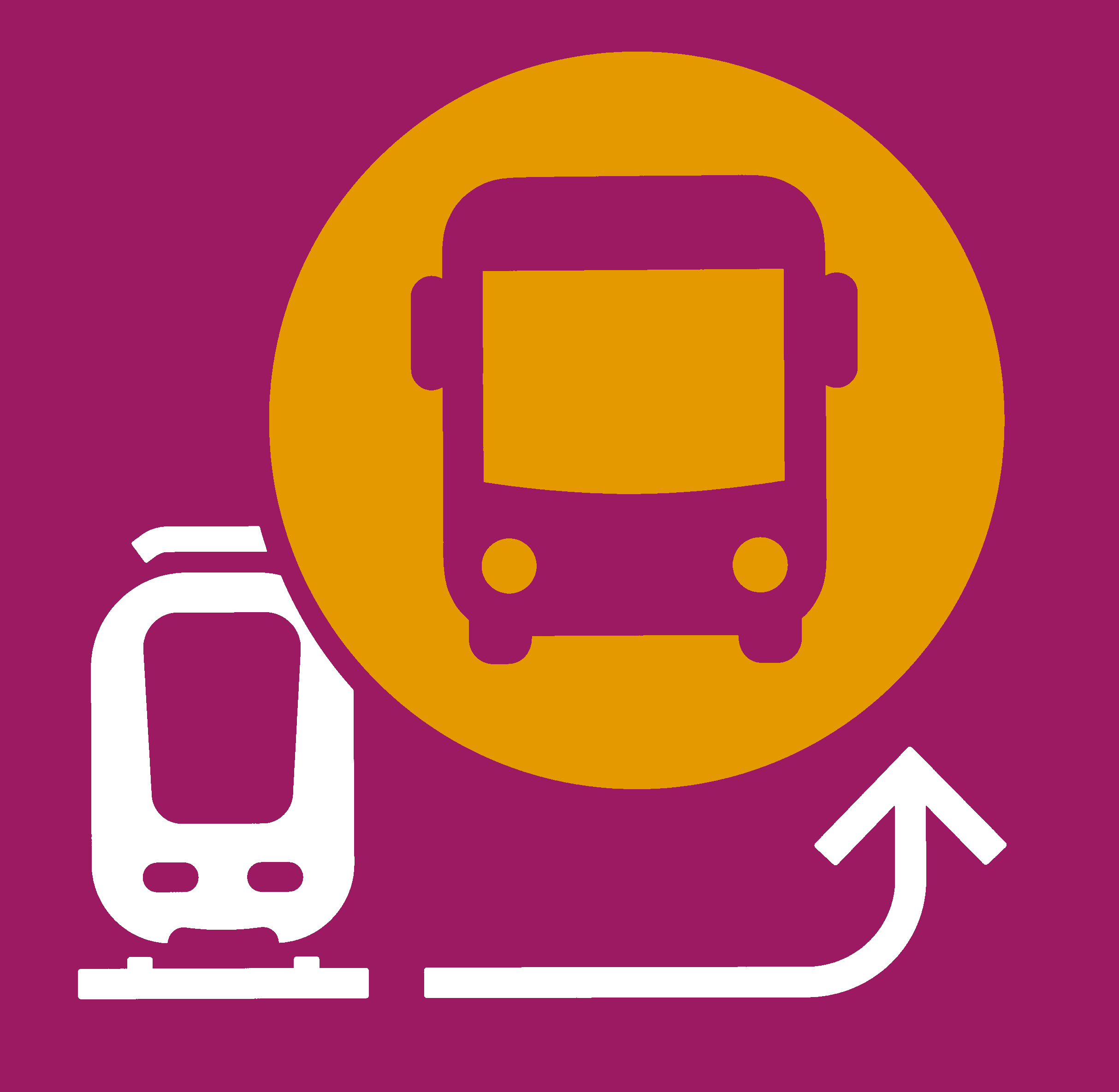
SEV-Logo der Deutschen Bahn seit 2023

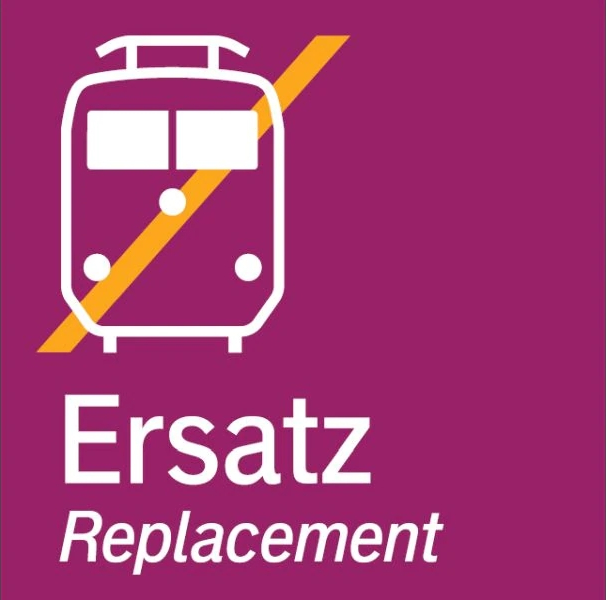
Viereckiges ehemaliges SEV-Logo der Deutschen Bahn

Sechseckiges ehemaliges SEV-Logo der Deutschen Bahn

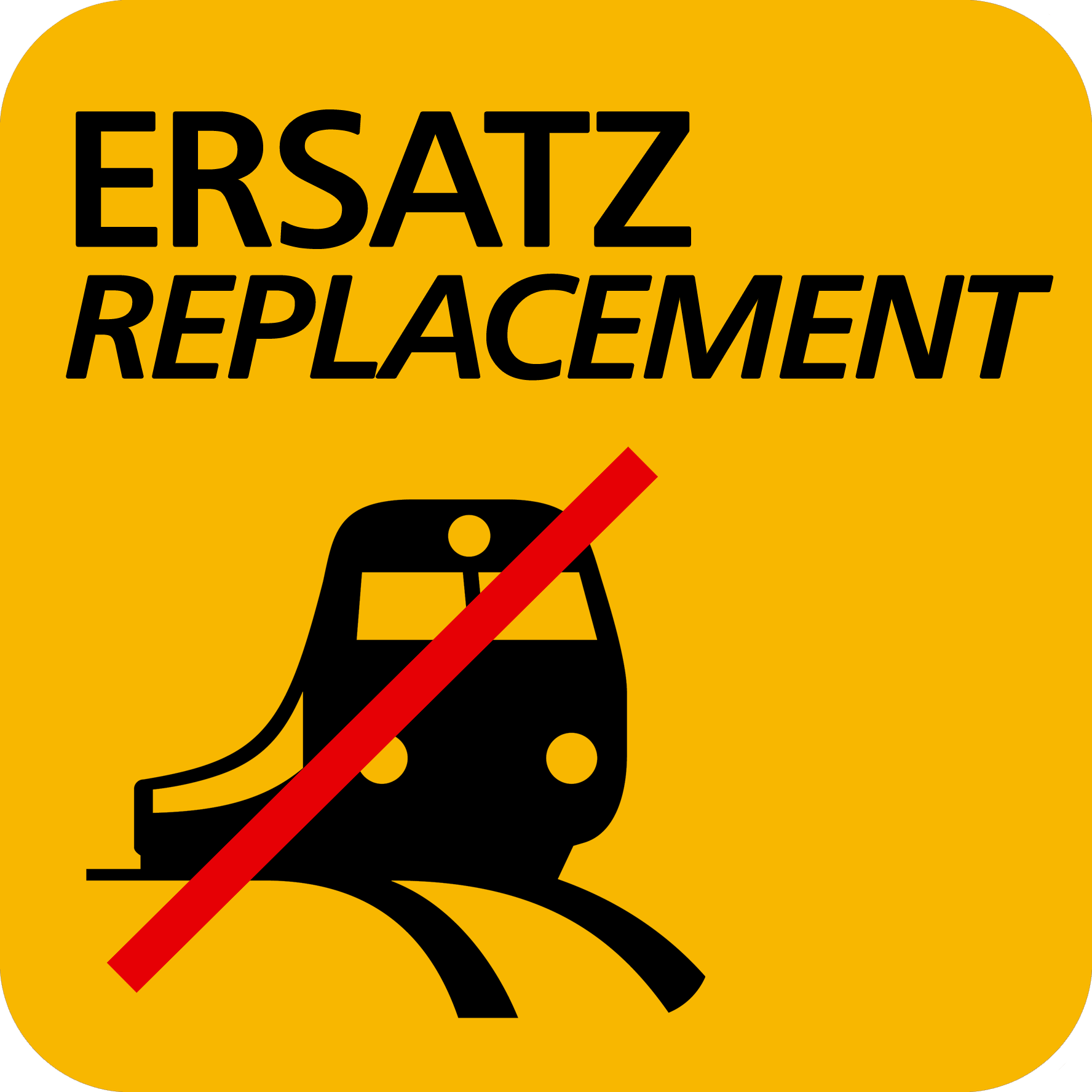
Logo der ÖBB

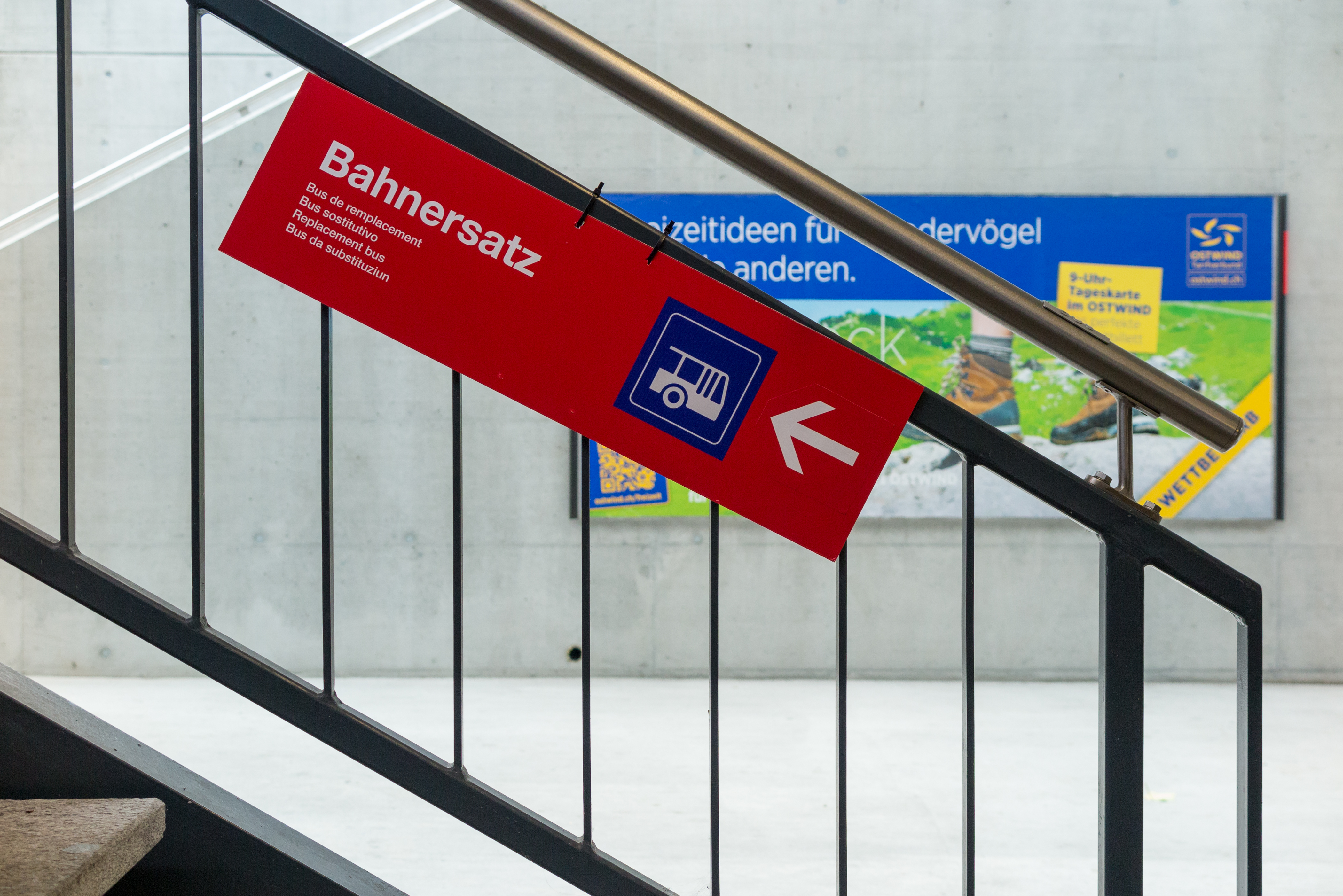
Ausschilderung Bahnersatz im Bahnhof Kreuzlingen (Schweiz)

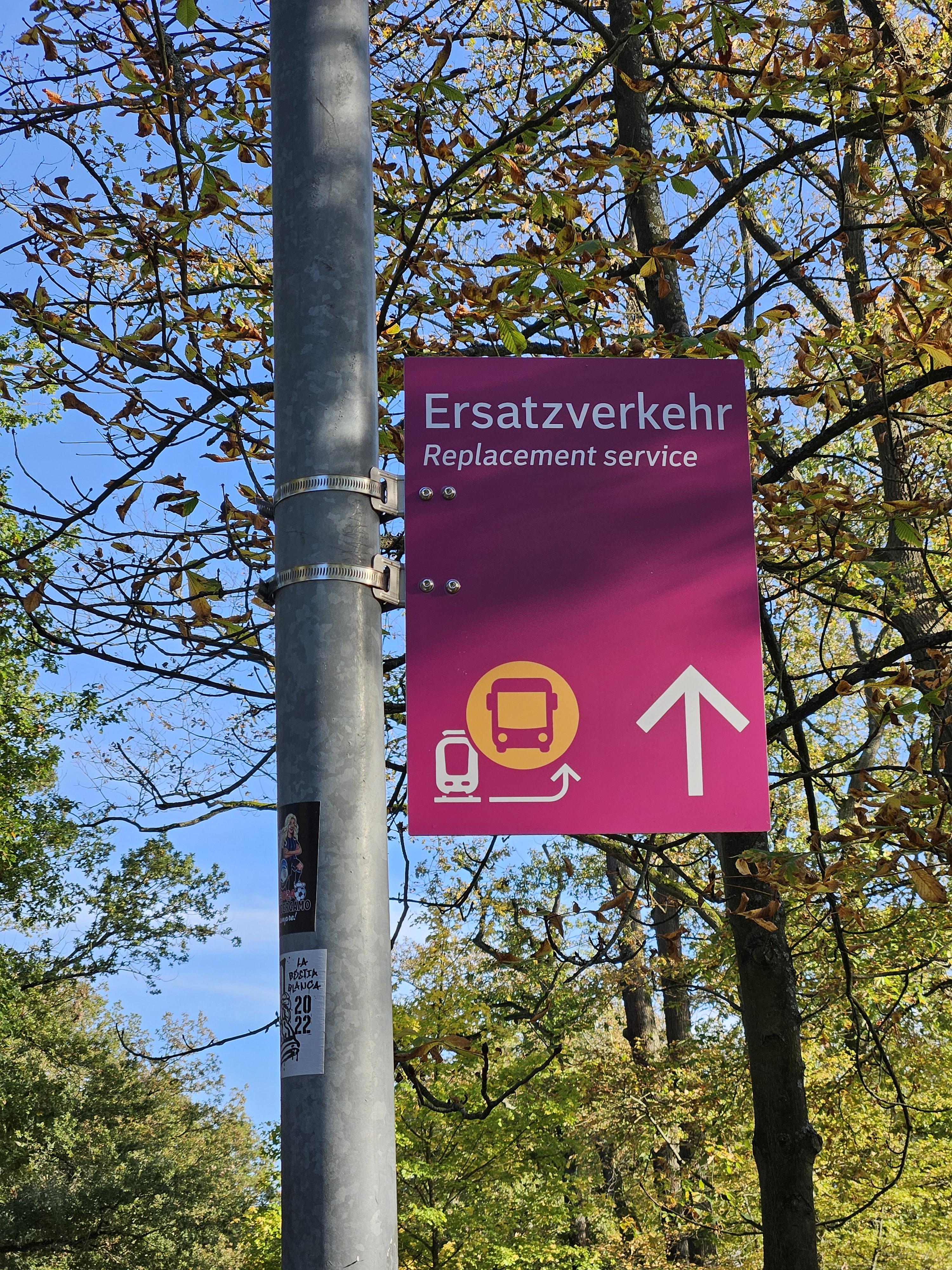
Wegweiser Ersatzverkehr der Deutschen Bahn

Schienenersatzverkehr (abgekürzt SEV) bezeichnet den Einsatz von Omnibussen oder Taxis anstelle von Schienenfahrzeugen bei Eisenbahnen, S- oder U-Bahnen, Stadt- oder Straßenbahnen. Güterzüge werden beim Schienenersatzverkehr durch Lastkraftwagen ersetzt.
Generell sind beim Schienenersatzverkehr vier Arten zu unterscheiden: ungeplanter, geplanter, regelmäßiger oder dauerhafter Schienenersatzverkehr.

## Bezeichnungen
Das Vorgehen, die geplante Verkehrsleistung eines Schienenfahrzeugs durch einen anderen Verkehrsträger zu ersetzen, heißt auch Bus-Ersatzverkehr, Busersatzdienst, Busersatzbetrieb, Bahnersatzverkehr, Bahnersatzbetrieb, Bahnersatzdienst, Bahnersatz, Schienenersatzdienst, Zugersatzverkehr, Autobusersatzverkehr oder wird allgemein Ersatzverkehr (EV) genannt.

## Ungeplanter Schienenersatzverkehr

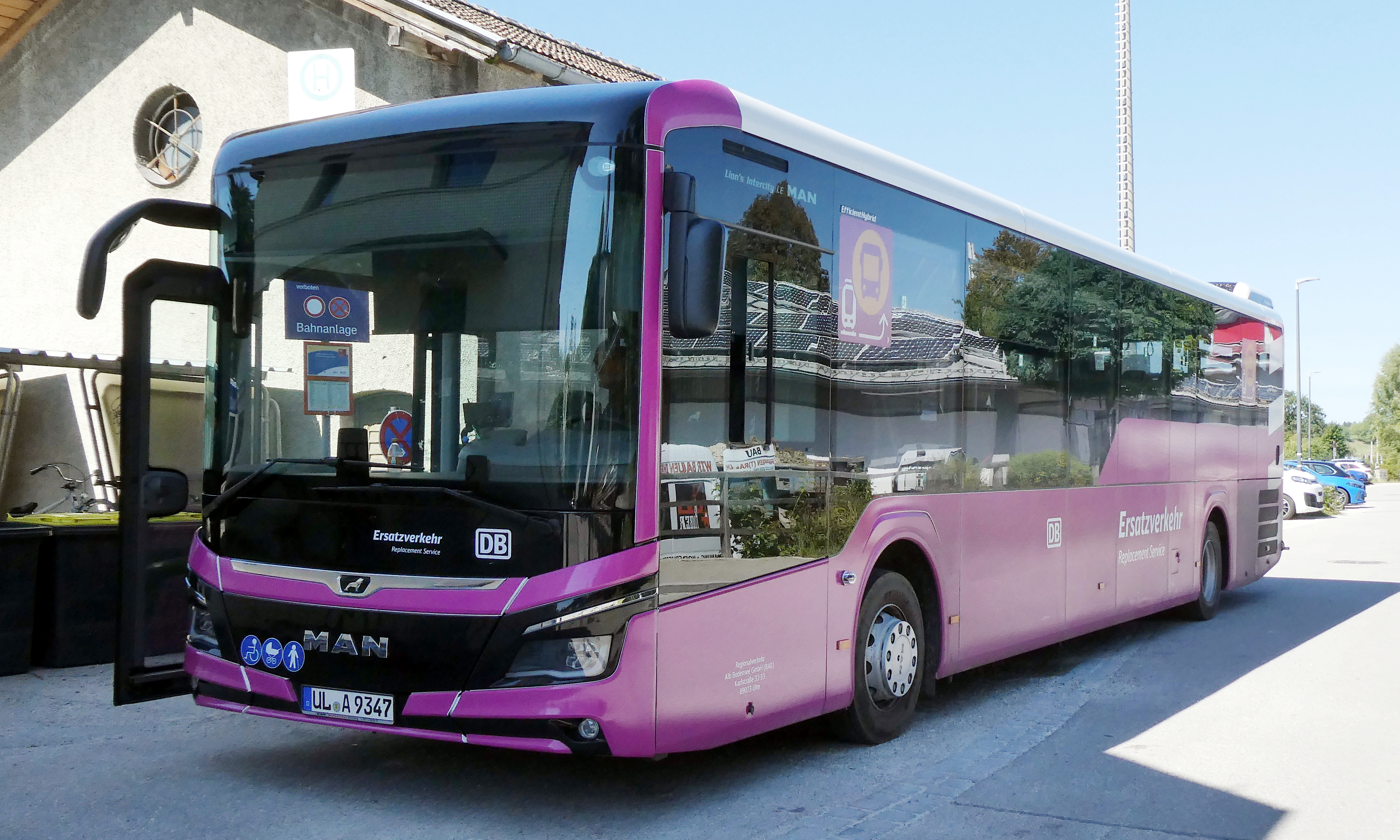
Bus der Deutschen Bahn im SEV-Design

Wenn es in Folge von Unfällen, Überschwemmungen, Hangrutschen, Stromausfällen, Fahrzeugausfällen, Personalmangel – darunter beispielsweise auch die Nichtbesetzung eines Stellwerks, auf die Strecke gestürzten Bäumen, starkem Schneefall oder ähnlichem zu Betriebsunterbrechungen kommt, muss auf die Schnelle ein sogenannter Busnotverkehr (BNV) für den betroffenen Abschnitt organisiert werden. Er ist vor allem notwendig, wenn für die Bahn keine geeignete schienengebundene Umleitungsstrecke vorhanden ist oder bei einer Umleitung Halte entfallen, die nur im Schienenersatzverkehr angefahren werden können.
Noch kurzfristiger kann ein Taxinotverkehr beziehungsweise Taxiersatzverkehr eingerichtet werden. Hierbei schickt die jeweils zuständige Taxizentrale im Auftrag und in enger Abstimmung mit dem betroffenen Verkehrsunternehmen mehrere Taxis in den von der Unterbrechung betroffenen Abschnitt. Die Benutzung ist dabei für Fahrgäste mit gültigem Fahrschein ohne Zusatzkosten möglich, die Abrechnung erfolgt direkt zwischen dem Verkehrsbetrieb und den beteiligten Taxiunternehmen.
Ein großes Problem des spontanen Schienenersatzverkehrs ist für die Verkehrsunternehmen, die notwendigen Omnibusse samt Fahrern zeitnah und in ausreichender Anzahl zu organisieren. In diesem Zusammenhang prüfte beispielsweise die Erfurter Bahn, die nur Schienenverkehr betreibt, die Anschaffung eigener Omnibusse für den ausschließlichen Einsatz bei Störungen im Bahnbetrieb. Im Gegensatz dazu hielt etwa das Unternehmen Abellio eine solche Reserve für wirtschaftlich nicht abbildbar.

## Geplanter Schienenersatzverkehr
Der geplante Schienenersatzverkehr wird meist bei Baumaßnahmen auf einer Bahnstrecke angeboten. Das Bahnunternehmen ist hierbei nicht auf die meist relativ kurze nächtliche Betriebspause angewiesen, so dass auch größere Maßnahmen durchgeführt werden können. Zudem entfallen Nachtzuschläge für die Bauarbeiter, die Beleuchtung der Baustelle sowie Lärmbelästigungen für Anwohner. Ein alternativer Grund können Test- oder Personalschulungsfahrten auf einer Strecke sein, ebenso der ausnahmsweise Betrieb mit Museumszügen zu besonderen Anlässen.
Aufgrund der Vorlaufzeit können beim geplanten Schienenersatzverkehr die entsprechenden Ersatzfahrpläne rechtzeitig durch Anschläge, die Tagespresse oder das Internet kommuniziert sowie die Stationen des Ersatzverkehrs ausgeschildert werden. Häufig werden solche Ersatzverkehre auf Tagesrandzeiten, auf das Wochenende oder in Schulferien beziehungsweise Semesterferien gelegt, weil dann weniger Fahrgäste unterwegs sind und daher auch leichter Busse von Busverkehrsbetrieben zur Verfügung gestellt werden können. Zudem verzichten viele Fahrgäste in Kenntnis des Schienenersatzverkehrs ganz auf ihre Fahrt, suchen sich andere Verkehrsmittel oder gehen zu Fuß, wodurch die Fahrgastzahlen gegenüber dem Normalbetrieb weiter sinken.
Im Straßenverkehr kann der Ersatzbus nicht immer dem direkten Schienenweg folgen. Da bei größeren Gleisbauarbeiten häufig auch die Straße selbst gesperrt ist, muss er häufig durch parallelführende Straßen geführt werden, was die Reisezeiten weiter verlängert.
Im Ersatzverkehr auf Eisenbahn-, S- und U-Bahn-Strecken werden oft parallel verschiedene Ersatzverkehre angeboten. Ein Bus verkehrt dabei für Fahrgäste mit längeren Fahrstrecken nonstop zwischen Anfangs- und Endpunkt der Streckensperrung, während ein zweiter Bus zusätzlich auch alle Zwischenhalte im gesperrten Abschnitt anfährt und damit auch den Quell- und Zielverkehr im gesperrten Bereich bedient.

## Regelmäßiger Schienenersatzverkehr
Der regelmäßige Schienenersatzverkehr dient speziell dazu, die hohen Betriebskosten im Schienenverkehr in Grenzen zu halten, weshalb manche Schienenverbindungen in Randstunden beziehungsweise Nebenverkehrszeiten im Schienenersatzverkehr betrieben werden. So stellte beispielsweise die frühere Deutsche Bundesbahn auf vielen Nebenbahnen bereits am Samstagmittag den Schienenbetrieb ein, anschließend verkehrten bis Montag früh ersatzweise Bahnbusse. Der Schienenbonus geht hierbei jedoch verloren. Ein weiteres Beispiel ist die Straßenbahn Aubagne, deren einzige Linie T an Sonn- und Feiertagen durch die Autobuslinie Tbus ersetzt wird. Die Zahnradbahn Stuttgart wiederum, umgangssprachlich Zacke genannt, ersetzt täglich ab 23:00 Uhr ein Kleinbus – der sogenannte Zackebus. Im Nachtverkehr können Nachtbusse auf Linienwegen anzutreffen sein, die auf der Schiene – etwa mangels entsprechender Gleisverbindungen oder Wendemöglichkeiten – nicht angeboten werden können.

## Dauerhafter Schienenersatzverkehr

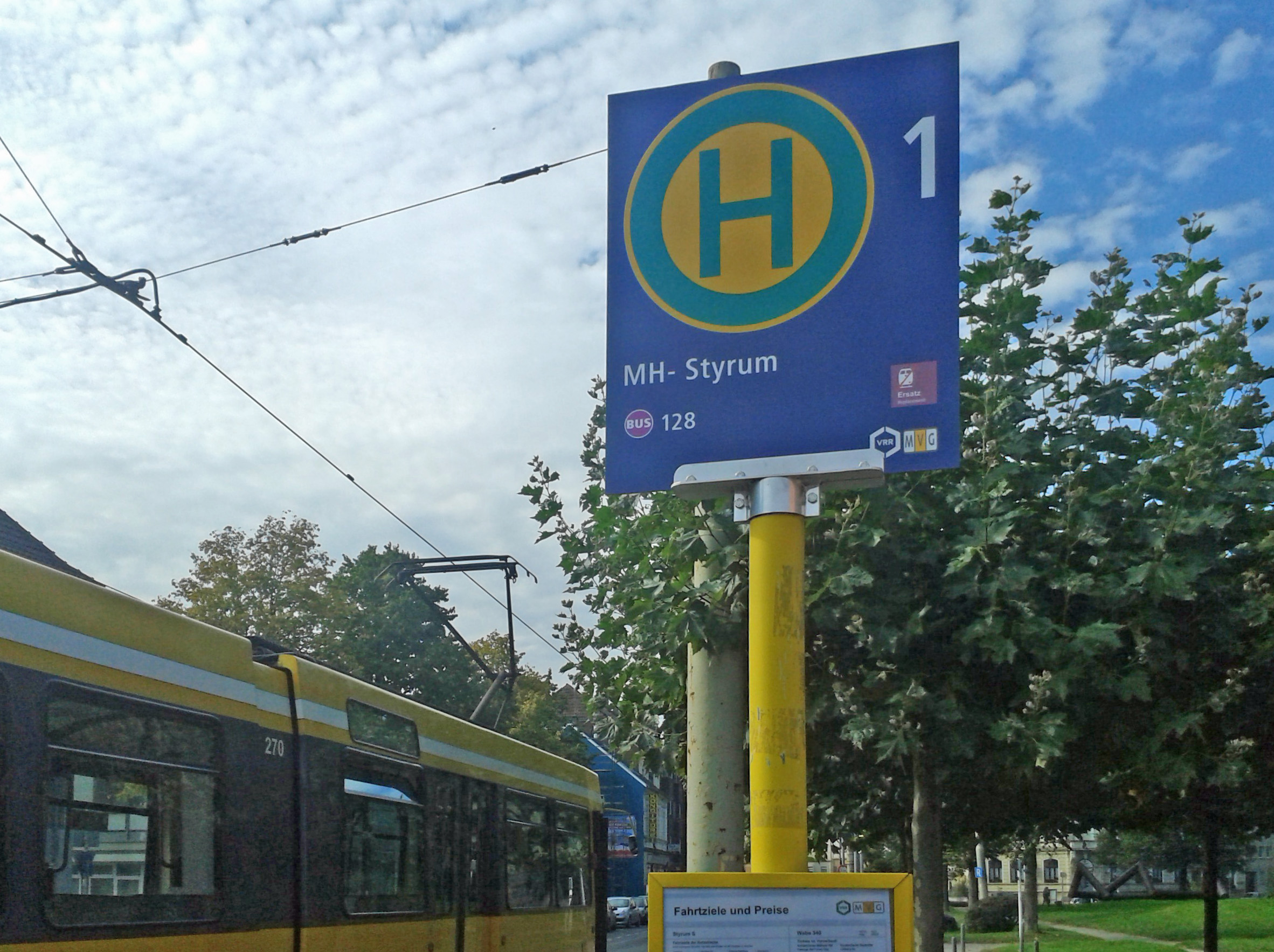
Ein Wagen der Straßenbahn Mülheim hält am Tag vor der Einstellung der Linie an der Haltestelle, deren Schild bereits nur die Ersatzbuslinie zeigt

Der dauerhafte Schienenersatzverkehr ist hingegen keine temporäre Notlösung, sondern der Nachfolgebetrieb einer stillgelegten Bahnstrecke. Insbesondere wenig frequentierte Nebenbahnen wurden oft endgültig durch Regionalbusse ersetzt, weil sich so unter Umständen Betriebsmittelkosten reduzieren lassen. In der DDR wurde dabei vom sogenannten Verkehrsträgerwechsel gesprochen. Weil dadurch Komfort und Reisegeschwindigkeit sinken (Schienenbonus), gehen bisweilen die Fahrgastzahlen so stark zurück, dass das Fahrplanangebot lediglich in Form mehrerer kurzer Buslinien besteht (durchgehende Linien werden zu Stichlinien), von Anruflinien übernommen oder die Relation folglich ganz beendet wird.

## Mischbetrieb zwischen Regelverkehr und Schienenersatzverkehr

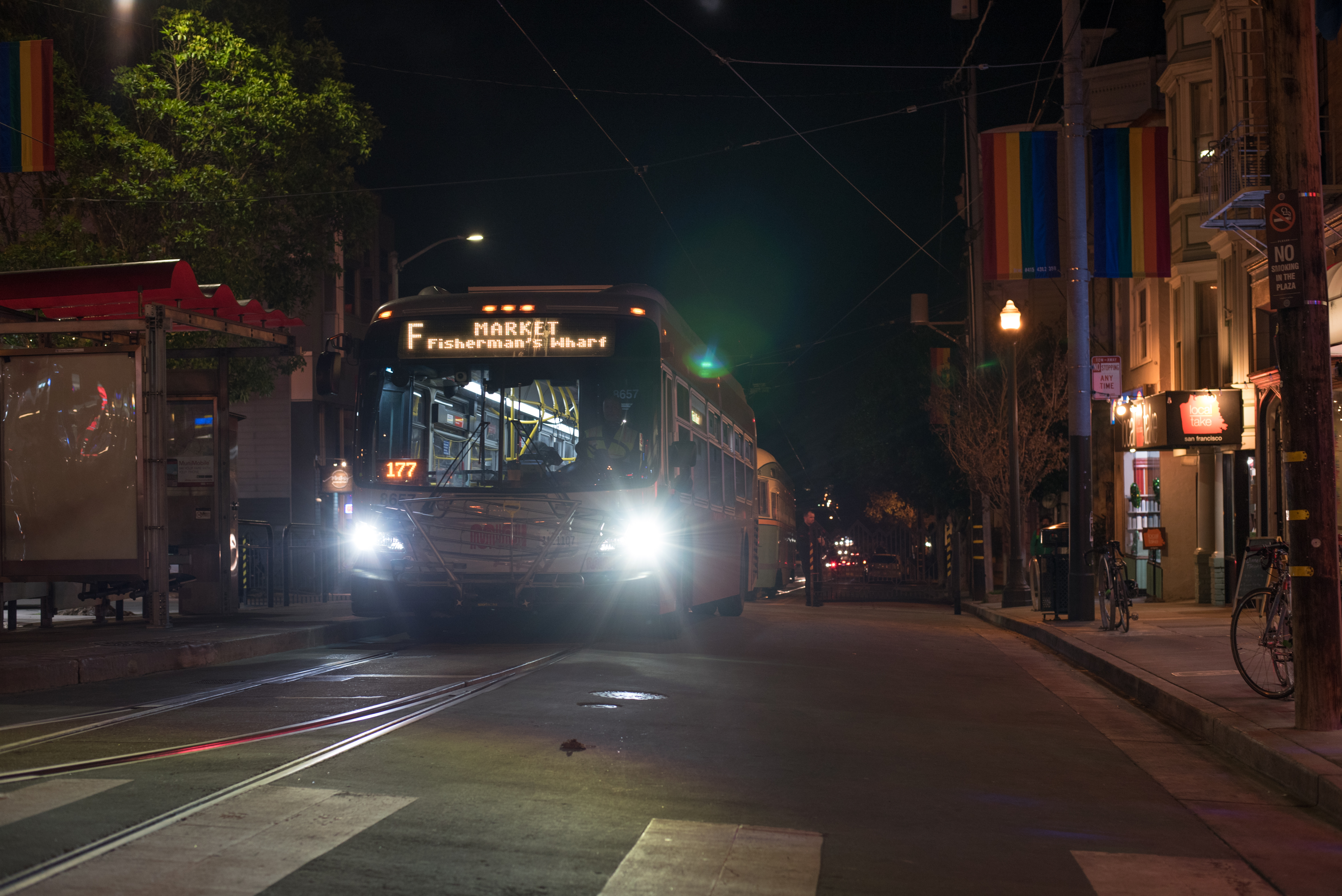
San Francisco: Omnibus im Schienenersatzverkehr auf der Linie F Market & Wharves, dahinter ein regulärer Straßenbahnkurs

Kommt es in einem Schienenverkehrsunternehmen zu einem größeren Fahrzeugmangel, besteht die Möglichkeit, nur bestimmte Umläufe mit Omnibussen zu bedienen. Es verkehren somit abwechselnd Schienen- und Straßenfahrzeuge auf der gleichen Linie, wobei man auch von Schienenergänzungsverkehr oder kurz Ergänzungsverkehr spricht. 
Erleichtert wird dieser, wenn etwa eine Straßenbahnlinie durchgehend auf Rillenschienen im öffentlichen Straßenraum trassiert ist oder sich die Ersatzhaltestellen zumindest in Sichtweite der eigentlichen Straßenbahnhaltestellen befinden. Beispiele für diese Betriebsweise sind die Linie 2 der Straßenbahn Ulm oder die Straßenbahnlinie F Market & Wharves in San Francisco, wobei in letzterem Fall nicht genügend ausgebildete Straßenbahnfahrer zur Verfügung stehen. In früheren Jahren war diese Betriebsweise außerdem bei der Straßenbahn Bremerhaven in ihren letzten Betriebsjahren oder bei der Straßenbahn Reșița in der ersten Hälfte der 1990er Jahre zu beobachten.

## Bedienung ausgewählter Bahnstationen
Eine weitere Sonderform des Schienenersatzverkehrs stellt die Bedienung ausgewählter Bahnstationen dar, die an einer ansonsten regulär befahrenen Bahnstrecke liegen. Gründe hierfür können, neben der Sanierung von Bahnsteigen, Unterführungen oder sonstiger Stationsinfrastruktur, Einsparmaßnahmen, Beschleunigungsmaßnahmen oder die Schaffung zusätzlicher Kapazitäten sein. So führte beispielsweise die Deutsche Bundesbahn in den 1970er und 1980er Jahren auf vielen Strecken das sogenannte eilzugmäßige Fahren ein, wobei größere Stationen fortan von Eilzügen und kleinere nur noch von Bahnbussen bedient wurden. Im Gegenzug lassen beispielsweise die Schweizerischen Bundesbahnen (SBB) seit 1994 zahlreiche kleinere Stationen auf der Scheitelstrecke der Gotthardbahn, das heißt zwischen Erstfeld und Bellinzona, ersatzweise von der Auto AG Uri mit Autobussen bedienen, statt selbst Regio-Züge einzusetzen. Damit gewinnen sie auf der wichtigen Strecke mehr Fahrplantrassen für langlaufende Züge, wenngleich in einigen dieser Stationen seit Eröffnung des Gotthard-Basistunnels auch wieder Züge halten. Ähnliches praktizieren die Österreichischen Bundesbahnen (ÖBB) mit den kleineren Orten an der Arlbergbahn.

## Haltestellen des Ersatzverkehrs
In der Regel halten die Busse des Schienenersatzverkehrs – soweit vorhanden – an bereits bestehenden Bushaltestellen. Diese können sich unter Umständen auch abseits des Bahnhofes befinden. Mittlerweile gehen viele Schienenverkehrsunternehmen dazu über, die potentiellen Haltestellen des Ersatzverkehrs dauerhaft auszuschildern. Dies ist beispielsweise bei der S-Bahn München flächendeckend der Fall, so dass die Haltestellen bei einem ungeplanten Ersatzverkehr sofort genutzt werden können.

## Allgemeines

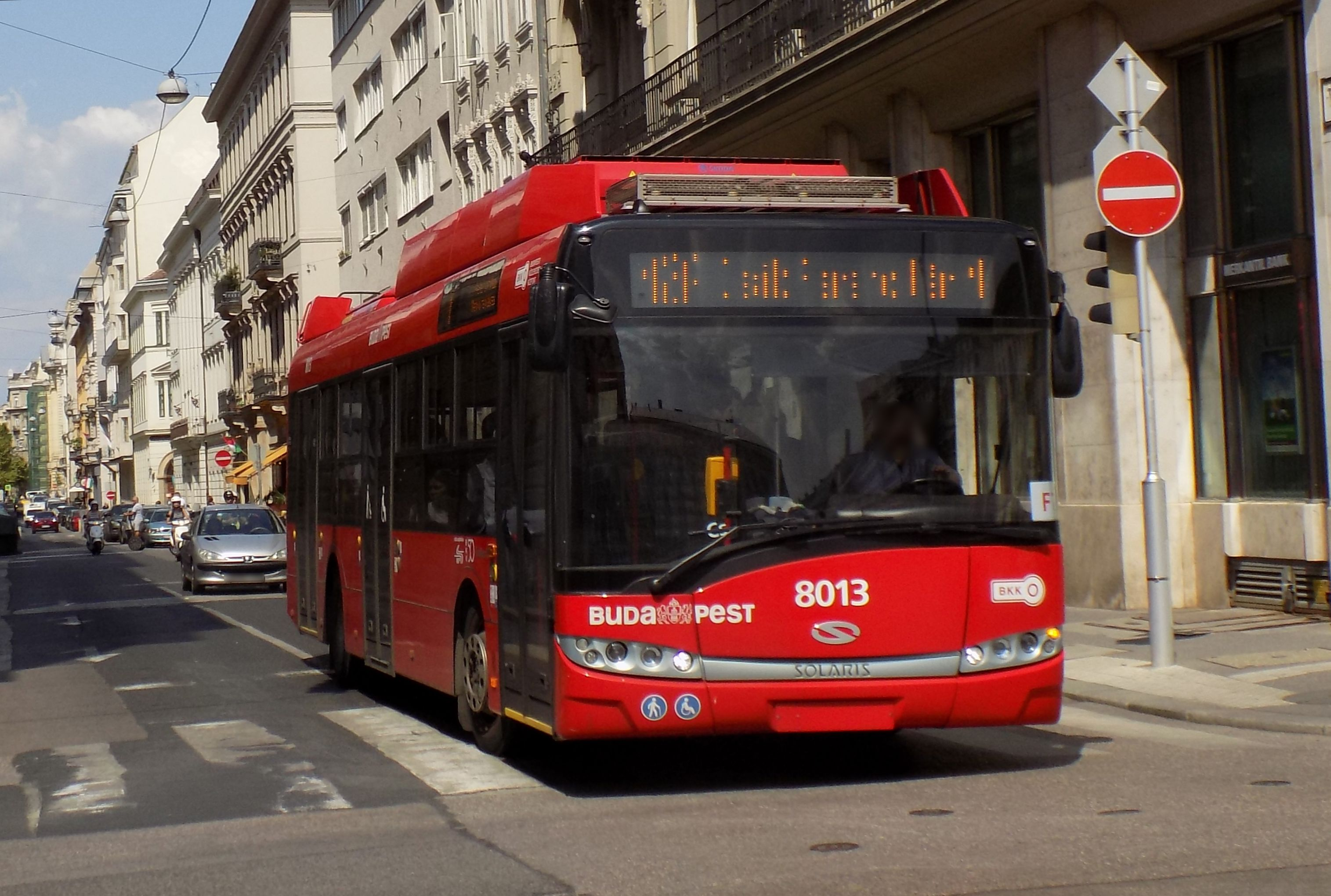
Budapest: Die 2018 eingerichtete Metro-Ersatzlinie M2A wurde mit Oberleitungsbussen bedient, die hierzu ihren Hilfsantrieb benutzten

In allen Fällen ist von Nachteil, dass die durchgehende Bahnverbindung unterbrochen wird und Komfort-, Orientierungs- bzw. Informationsdefizite entstehen können. So ist die Fahrzeit meist länger, zudem wird im Ersatzverkehr generell nur die zweite Wagenklasse angeboten, auch wenn der zu ersetzende Zug normalerweise auch die erste Klasse führt. Ebenso fehlt beim Ersatzbus in der Regel die Bordtoilette, auch ist die Fahrradmitnahme sowie die Möglichkeit zum Fahrkartenerwerb meist eingeschränkt oder ausgeschlossen, oft ist auch die Beförderungskapazität insgesamt geringer. Häufig wird ein Zug aus Kapazitätsgründen gleich von mehreren Straßenfahrzeugen ersetzt, die dann oft im Sichtabstand hintereinander her fahren.
Des Weiteren halten Fahrzeuge der Schienenersatzverkehre in ländlichen Regionen oft nicht an den jeweiligen Zwischen-Bahnhöfen, sondern an alternativen Bushaltestellen im Verlauf der jeweiligen Ortsdurchgangsstraße. Auf diese Weise werden zeitraubende Stichfahrten vermieden. Mitunter kann dies aber für Fahrgäste, die Kenntnis vom Ersatzverkehr haben, auch vorteilhaft sein, wenn die Bushaltestelle für sie günstiger liegt als der Bahnhof. Typischerweise wird der Ersatzverkehr von einem oder mehreren Subunternehmern im sogenannten Auftragsverkehr durchgeführt, da die Bahngesellschaft oft nicht genügend oder keine eigenen Fahrzeuge besitzt, um den Ersatzverkehr selbst zu bewältigen. Zudem ist für Busse des Schienenersatzverkehrs, anders als bei regulären Linienfahrten, aus technischen Gründen oft keine ÖPNV-Bevorrechtigung an Lichtsignalanlagen gewährleistet. Zudem kommt es immer wieder vor, dass ortsunkundige Fahrer Orientierungsprobleme haben.
Für den Schienenersatzverkehr ist in Österreich laut § 18d Eisenbahngesetz keine separate Konzession notwendig, obwohl jeweils am 1. Mai die Meldung verbreitet wird, dass die Linie 180 über den Semmering aus diesem Grund einmal pro Jahr befahren wird.

## Historisches
- Als erster Schienenersatzverkehr in Deutschland gilt der Betrieb mit Pferdeomnibussen 1840/41 zwischen Vienenburg und Schladen, weil dieser Abschnitt der Bahnstrecke Braunschweig–Harzburg wegen Verzögerungen beim Bau verspätet in Betrieb ging.[7]

- Die Schweizerische Forchbahn führte ihren Betrieb im November 1950 zwei Wochen lange versuchsweise mit Autobussen und Lastkraftwagen durch, um festzustellen ob eine dauerhafte Verlagerung des Betriebs auf die Straße möglich wäre. Jedoch war der Ersatzverkehr den Kapazitätsanforderungen nicht gewachsen, die Bahn fährt noch heute.[8]

- Die Deutsche Bahn gründete 2019 eigens das Tochterunternehmen DB SEV, das bundesweit für die Organisation von Ersatzverkehren des Unternehmens zuständig ist.

## Besonderheiten

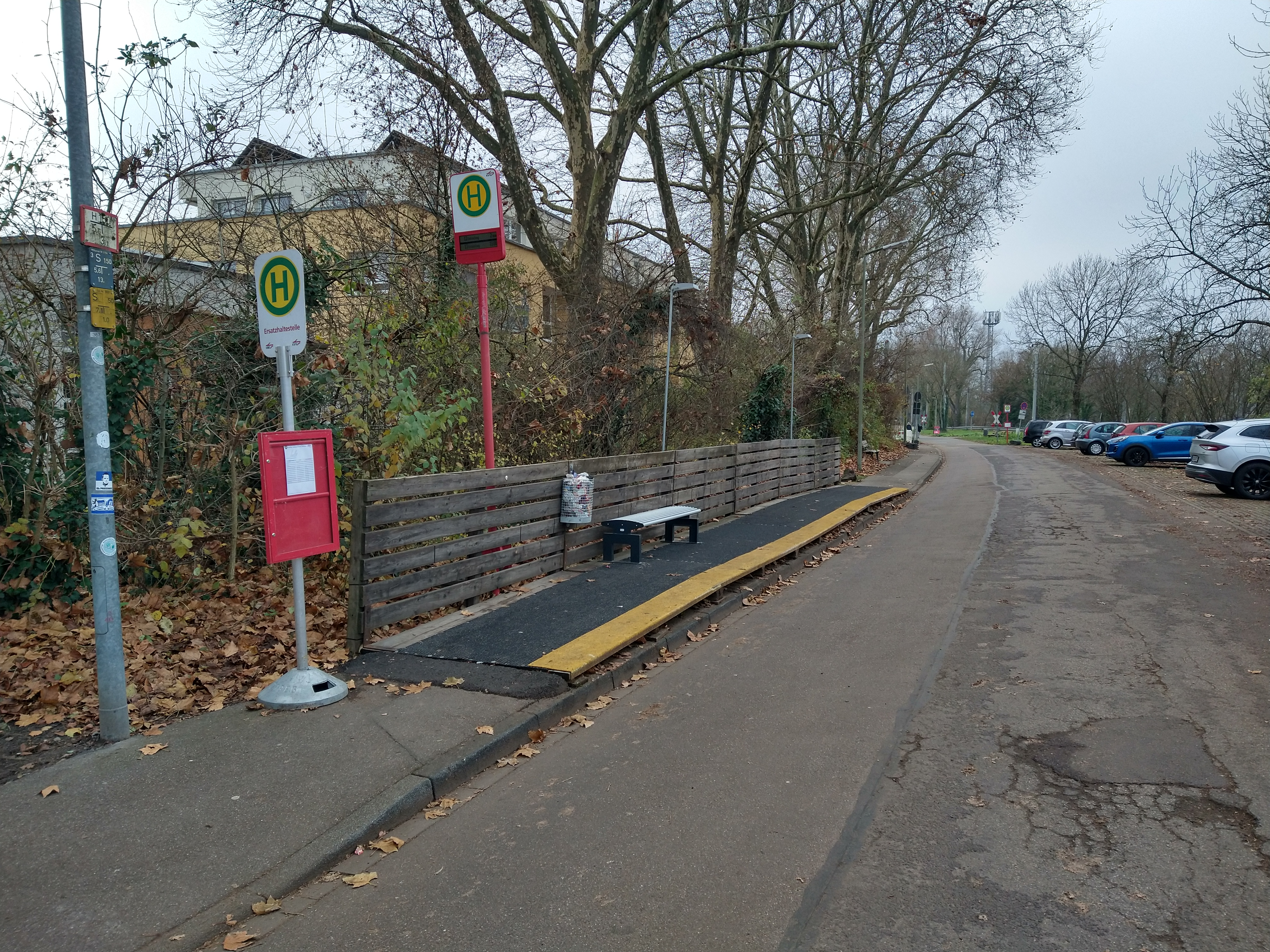
Für einen Schienenersatzverkehr angelegter provisorischer Bussteig (Karlsruhe-Daxlanden, 2024)

- Ersatzverkehre für wegen Bauarbeiten gesperrte U-Bahn-Strecken werden manchmal auch durch die Straßenbahn bewerkstelligt, so verkehrte beispielsweise in Wien bei der Teilsperrung der Linie U6 im Jahr 2011 eine Ersatzlinie E auf der parallel liegenden Straßenbahn, bei der Teilsperrung der Linie U1 im Jahr 2012 wurden die zwei Ersatz-Straßenbahnlinien 66 und 68 eingerichtet, die die Gebiete des gesperrten U-Bahn-Abschnitts bedienten. In beiden Fällen verkehrten keine Busse.

- Auch in einigen anderen Städten wird der jeweilige Ersatzverkehr mit dem von E-Wagen bekannten Zusatzbuchstaben E beschildert, wobei beispielsweise eine Straßenbahnlinie 1 auf dem nicht von der Sperrung betroffenen Abschnitt verkehrt, während eine zusätzlich eingerichtete Buslinie 1E respektive E1 die Straßenbahn im nicht befahrbaren Abschnitt ersetzt. Eine weitere Alternative ist die Verwendung eines gestrichenen Liniensignals für den Ersatzverkehr.[9]

- Einige reine Bahnunternehmen, die sonst keinen regulären Busverkehr betreiben, halten speziell für Schienenersatzverkehre eigene Omnibusse in Reserve. Beispiele hierfür sind die Schwäbische Alb-Bahn (SAB) oder die Thüringerwaldbahn und Straßenbahn Gotha (TWSB).